# Río Olimar Chico
Der Río Olimar Chico ist ein Fluss im Osten Uruguays.
Der etwa 115 km lange Fluss entspringt nördlich von José Batlle y Ordóñez in der Cuchilla Grande auf 310 Höhenmetern und fließt von dort, während er die Grenze der Departamentos Lavalleja und Treinta y Tres bildet, bis zu seiner Mündung auf dem Gebiet von Treinta y Tres in den Río Olimar. Nördlich des Oberlaufes des Río Olimar Chico erstrecken sich die Cuchilla del Medio und die Cuchilla de las Pavas. Der Río Olimar Chico verfügt über ein Einzugsgebiet von rund 1800 km² und ist Teil des Laguna-Merín-Beckens in Uruguay.